# سادي هوك
سادي هوك (بالإنجليزية: Sadie Houck)‏ هو لاعب كرة قاعدة أمريكي، ولد في 1 مارس 1856، وتوفي في 26 مايو 1919.